# Henryk Iwaniec
Henryk Iwaniec (Elbląg, 9 de outubro de 1947) é um matemático estadunidense nascido na Polônia. É desde 1987 professor da Universidade Rutgers.
Foi palestrante convidado do Congresso Internacional de Matemáticos em Helsinque (1978: Sieve methods) e Berkeley (1986: Spectral theory of automorphic functions and recent developments in analytic number theory). Foi palestrante plenário do Congresso Internacional de Matemáticos em Madrid (2006: Prime Numbers and L-functions).

## Publicações
- Iwaniec, Henryk (1997). Topics in Classical Automorphic Forms. Providence: American Mathematical Society. ISBN 978-0-8218-0777-4
- Iwaniec, Henryk (2002). Spectral Methods of Automorphic Forms 2nd ed. Providence: American Mathematical Society. ISBN 978-0-8218-3160-1
- Iwaniec, Henryk; Emmanuel Kowalski (2004). Analytic Number Theory. Providence: American Mathematical Society. ISBN 978-0-8218-3633-0
- Iwaniec, Henryk; J. B. Friedlander, D. R. Heath-Brown, J. Kaczorowski (2006). Analytic Number Theory: Lectures Given at the C.I.M.E. Summer School Held in Cetraro, Italy, July 11–18, 2002. Berlin: Springer. ISBN 978-3-540-36363-7
- Friedlander, John; Iwaniec, Henryk (2010). Opera de Cribro. Providence: American Mathematical Society. ISBN 978-0-8218-4970-5